# Шён, Ян Хендрик
Шён, Ян Хендрик (нем. Jan Hendrik Schön, 1970) — немецкий физик, работавший в США. В течение определённого времени его научные работы в области микроэлектроники, выполненные в научно-исследовательских лабораториях Lucent Technologies (Bell Labs), приносили Шёну огромную славу, однако в 2002 году Шён был уличён во множественных фальсификациях.
До этого момента Шён успел получить престижные награды в Германии и США: премия Отто-Клунга-Вебербанка по физике в 2001 году, Брауншвейгская премия в 2001 году и Outstanding Young Investigator Award, присвоенная ему международным институтом Materials Research Society в 2002 году. Его работы, включая и те, что содержали научные фальсификации, публиковались во многих имеющих мировое значение научных журналах. Многие из них были отозваны после скандала.
Так, в 2001 году Шён попал в список авторов, публикующих в среднем одну научную статью каждые 8 дней. Среди прочего, он тогда заявил в своей статье в журнале Nature, что ему удалось изготовить транзистор на молекулярном уровне, использовав тонкий слой молекул органического красителя для сборки электрической цепи. Выводы Шёна сулили переход от современной электроники, основанной на кремнии, к электронике «органической».
Скандал вокруг работ Шёна стал поводом для дискуссий в научном сообществе о степени ответственности, которую должны нести соавторы и рецензенты научных журналов при публикации работ, в особенности касательно их рецензирования, в идеале предназначенного для выявления всех ошибок, чёткого определения ценности и оригинальности работы и отсеивания работ мошенников. Деятельность Шёна показала, что эта система далеко не совершенна.